# Temnogyropa stenomorpha
Espèce
Temnogyropa stenomorpha est une espèce d'insectes lépidoptères de la famille des Oecophoridae.
On le trouve en Australie.

## Galerie

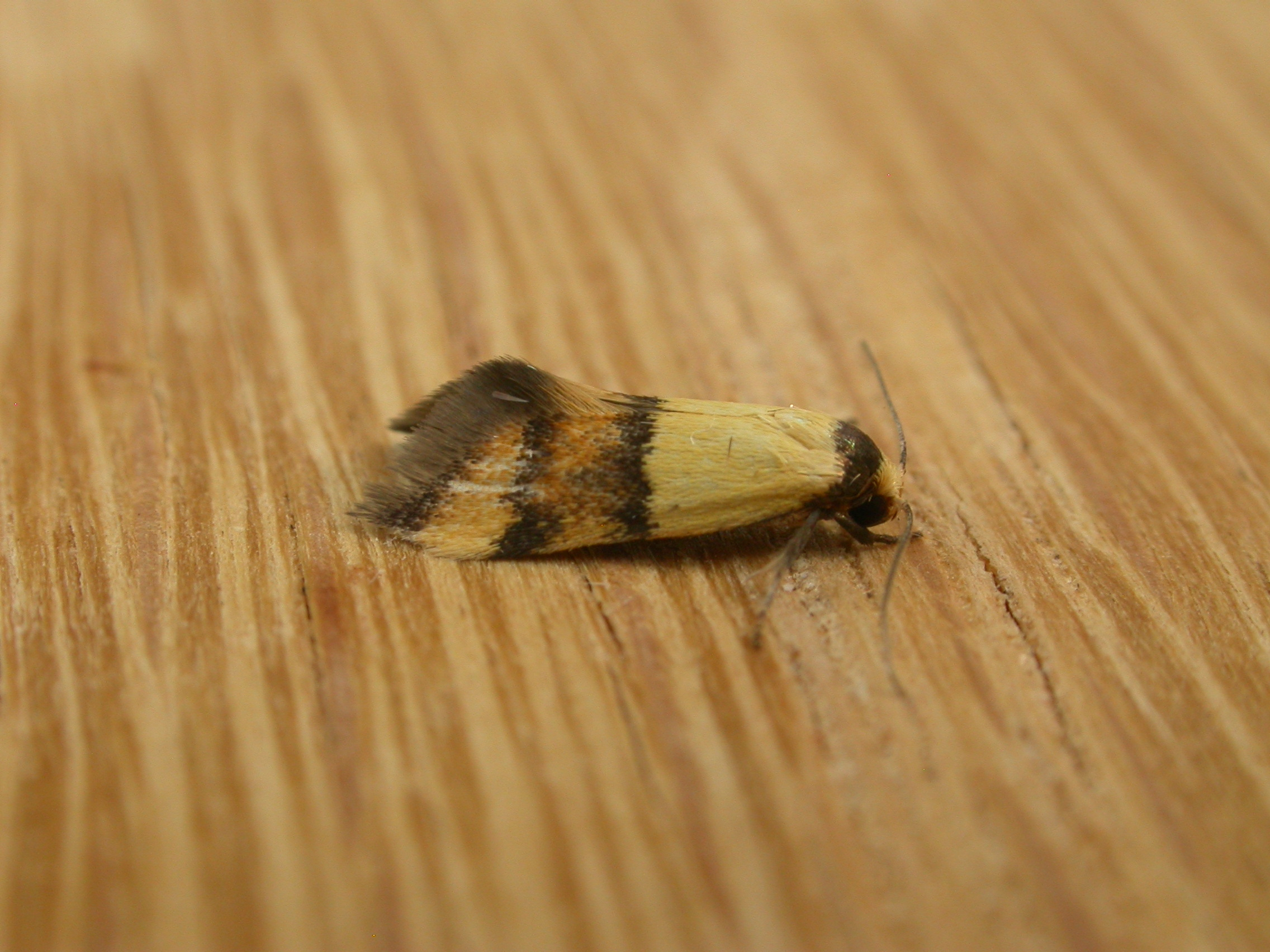